# Virtus Siena 2011-2012

## Roster 2011-2012
| Num. | Naz.              | Giocatore              | Anno | Alt. (cm) | Ruolo     |
| ---- | ----------------- | ---------------------- | ---- | --------- | --------- |
|      | Italia (bandiera) | Simone Bonfiglio       | 1988 | 181       | Playmaker |
| 5    | Italia (bandiera) | Marco Pascolo          | 1993 | 195       | Ala       |
| 6    | Italia (bandiera) | Marco Cucco            | 1994 | 188       | Playmaker |
| 8    | Italia (bandiera) | Lorenzo Gori Savellini | 1993 | 172       | Playmaker |
| 9    | Italia (bandiera) | Andrea Colli           | 1988 | 203       | Ala       |
| 10   | Italia (bandiera) | Stefano Simeoli        | 1986 | 203       | Pivot     |
| 11   | Italia (bandiera) | Riccardo Bernardi      | 1993 | 195       | Guardia   |
| 12   | Italia (bandiera) | Riccardo Rovere        | 1994 | 196       | Ala       |
| 15   | Italia (bandiera) | Corrado Bianconi       | 1994 | 202       | Ala       |
| 16   | Italia (bandiera) | Gabriele Spizzichini   | 1992 | 196       | Playmaker |
| 17   | Italia (bandiera) | Nicola Mei             | 1985 | 185       | Guardia   |
| 18   | Italia (bandiera) | Amedeo Tessitori       | 1994 | 205       | Centro    |

## Organigramma
- Organigramma societario
- Presidente: Fabio Bruttini
- Vice presidente: Fabio Neri
- General manager: Pietro Dinoi
- Team manager: Gioberto Pallari
- Addetto agli arbitri: Fabio Fossi

- Staff tecnico-sanitario
  - Allenatore: Matteo Mecacci
  - Preparatore atletico: Carlo Laface
  - Medici: Giacomo Manasse, Carlo Cervelli
  - Fisioterapista: Ameer Atrash